# فابريتسيو كوستا
فابريتسيو كوستا (بالإيطالية: Fabrizio Costa)‏ (و. 1954  م) هو مخرج أفلام، ومخرج تلفزيوني إيطالي، ولد في ترييستي.

## وصلات خارجية
- فابريتسيو كوستا على موقع IMDb (الإنجليزية)
- فابريتسيو كوستا على موقع ألو سيني (الفرنسية)
- فابريتسيو كوستا على موقع أول موفي (الإنجليزية)
- فابريتسيو كوستا على موقع قاعدة بيانات الفيلم (الإنجليزية)
- فابريتسيو كوستا على موقع كينوبويسك (الروسية)